# Gunilla Carlsson
Pour les articles homonymes, voir Carlsson.
Anna Gunilla Carlsson, née le 11 mai 1963, est une femme politique suédoise. 
Membre du Parti des modérés, elle est ministre de la coopération internationale au développement de 2006 à 2013, députée au Riksdag, le parlement de Suède, de 2002 à 2013, et vice-présidente de son parti, de 2003 à 2015.

## Carrière politique
Après avoir travaillé comme auditrice, Gunilla Carlsson rejoint le Parti des modérés en 1994. En 1995, elle est élue au Parlement européen où elle sert jusqu'en 2002 et son élection au parlement de Stockholm. En 1999, elle est élue vice-présidente de son parti.
Avec la coopération grandissante entre les différents partis suédois, elle est nommée à la tête d'une groupe de coordination sur la politique étrangère. En 2006, elle est réélue au Riksdag et nommée ministre de la coopération internationale au développement.
En septembre 2009, elle dirige avec Karel De Gucht une délégation européenne au Zimbabwe pour négocier avec le président Robert Mugabe la levée des sanctions de l'UE contre lui et ses alliés, responsables, d'après lui, des difficultés économiques de son pays,.
En septembre 2013, le premier ministre suédois Fredrik Reinfeldt annonce la démission de Carlsson, comme ministre. Elle quitte son poste de députée peu après.